# Ноябрьов Ілля Якович
Ноябрьо́в Ілля́ Я́кович (рос. Ноябрев Илья Яковлевич; нар. 27 листопада 1947, Київ) — український телеведучий, конферансьє і автор телевізійних проєктів: «Я — пам'ятник собі…», «Острів невдачі», «Золотий гусак», «Показуха», «Афера», «Я все про вас знаю», «Кумири і кумирчики». Також у минулому працював актором та режисером. Заслужений артист України (2004).

## Життєпис
Народився 27 листопада 1947 року у Києві. Справжнє прізвище — Шмуклер. Закінчив Київське естрадно-циркове училище.
- 1982—1984 — актор Київського театру естради,
- 1984—1986 — актор Одеського театру «Гротеск»,
- 1986—1991 — актор Одеського театру «Шарж».
- Колишній генеральний продюсер українського телеканалу «ТЕТ».
- Організатор і голова клубу «Золотий гусак», очолював видання гумористичного журналу «Золотий гусак».
- 2002—2006 — начальник департаменту розважальних програм телеканалу «Інтер».

Володіє польською мовою.

## Особисте життя
Має брата Леоніда Ноябрьова, який живе в Ізраїлі та розводить риб на американській рибофермі.
З 1969 до 2004 року був одружений з акторкою Світланою Ноябрьовою
- Доньки: Анна (нар. 1971) психолог, мешкає в Одесі, та Антоніна Ноябрьова (нар. 1983) режисерка, мешкає в Києві, у минулому працювала з батьком у ролі редактора усіх його телепрограм.[3][2]
  - Онуки: Марія (нар. 1994), Рафаїл (нар. 2001), Ілля (нар. 2005) — діти Анни.[3]

З 2007 року — друга дружина Марія — художник з костюмів, у неї своя майстерня з пошиття одягу.
- Донька Соня (нар. 21 лютого 2011), коли Ноябрьову було 63 роки.[5][6]

Захоплення: теніс, живопис.

## Фільмографія

### Режисер
- Тринадцять місяців (2008)
- Повернення блудного батька

## Сценарист
- Тринадцять місяців (2008)
- Повернення блудного батька

## Актор
- Тобі, справжньому (2004), Френк, сімейний лікар
- Між першою і другою (2004)
- На білому катері (2005), Аркадій Жабський, модельер
- Тринадцять місяців (2008), Лісічкін